# Римско частно право
Римското частно право е първата цялостно организирана система на правото в историята.
Римското частно право обхваща юриспруденцията в периода от началото на нашата ера до кодифицирането му в Corpus Iuris Civilis. През този половинхилядолетен период, римското частно право достига своя разцвет, оформяйки се като една цялостна, добре изградена и завършена правна система, залегнала в основата на съвременната континентална правна система.

Римското частно право следва да се отграничава от римското публично, въз основа на разграничено направено от Улпиан в неговите Институции: 
| „ | Publicum ius est quod ad statum rei Romanae spectat, privatum - quod ad singulorum utilitatem. | “ |

, в смисъл, че публичното право е това, което се отнася до положението на римската държава, а частното – това, което се отнася до ползата на отделните лица.
Римското частно право в исторически контекст е с най-голямо влияние върху по-нататъшното развитие на правото, докато римското публично право не е достига съвършенството и ролята на частното в юриспруденцията.